# Anthoceros neesii
Az Anthoceros neesii egy mohafaj a Becősmohák törzséből és az Anthocerotaceae családból. Közép-Európában csak néhány elszigetelt helyen található meg, így emiatt kihalással veszélyeztetett fajnak tekintik.

## Jellemzői
A becősmoha vastag, húsos telepe sárgászöld színű és kb. 1 cm átmérőjű. A becő alakú spóratokok 3-7 mm hosszúak és 0,3-0,4 mm átmérőjűek. A spórák 44-55 mikrométer átmérőjűek, évekig képesek a talajban életben maradni és csak a kedvező körülmények esetén hajtanak ki. A spórák proximális oldala szemölcsökkel borított, a disztális oldalán pedig egyszerű tüskékkel borított a felszíne. Egynyári és egylaki növény.
Az Anthoceros fajok elsősorban a spórák alapján határozhatóak könnyen.

## Elterjedése és élőhelye
Közép-Európában endemikus faj. Németország Hessen tartományában 15 élőhelye ismert, Ausztriában Stájer-országban ismert jelenleg élőhelye. A 19. században Lengyelországból is ismert volt, illetve Csehországból, de ott kihaltnak nyilvánították, mert évek óta nem találják már meg ezt a fajt.
Eredeti, elsődleges természetes élőhelye nem ismert, feltehetőleg valamilyen nyitott, agyagos helyeken élhetett. Jelenleg csak szántóföldi tarlókon található meg.
Pionír faj, nyitott, agyagos, savanyú kémhatású talajfelszíneken él. Gyakori kísérő fajai az Anthoceros agrestis és a Nothothylas orbicularis.

## Veszélyeztetettsége
Az IUCN vörös listáján szereplő veszélyeztetett (EN) faj. Elsősorban a mezőgazdasági területeken használt műtrágyák és gyomírtószerek veszélyeztetik.

## Felfedezése
Anthoceros neesii-t 1958-ban Johannes Max Proskauer írta le mint új faj. A hesseni élőhelyeit Josef Futschig fedezte fel és írta le.

## Fordítás
Ez a szócikk részben vagy egészben  az   Anthoceros_neesii című német Wikipédia-szócikk ezen változatának fordításán alapul.  Az eredeti cikk szerkesztőit annak laptörténete sorolja fel. Ez a jelzés csupán a megfogalmazás eredetét és a szerzői jogokat jelzi, nem szolgál a cikkben szereplő információk forrásmegjelöléseként.